# Élytre
 (mai 2025).

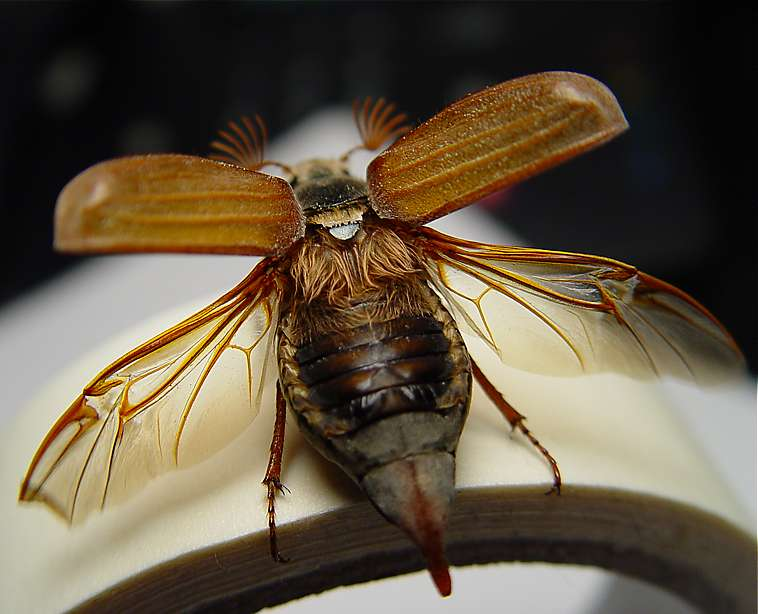
Élytres d'un hanneton (en haut, de couleur brune).

Un élytre (du grec ἔλυτρον / élutron, « étui ») constitue une des deux ailes antérieures, durcies et cornées (partiellement ou totalement sclérifiées), qui recouvrent au repos les ailes postérieures de certains insectes, notamment ceux de l'ordre des coléoptères, à la façon d'un étui. Le nom des coléoptères vient d'ailleurs du latin coleus, étui.
Les élytres sont parfois appelés tegmina (ou tegmen au singulier), en particulier chez les orthoptères.
Durant le vol, les élytres ne battent pas ; ils sont simplement relevés pour permettre le mouvement des ailes postérieures et donner plus de stabilité. Au repos, ils protègent principalement les ailes, mais peuvent servir de défense, soit à l'aide de couleurs vives qui effraient leurs prédateurs, soit en adoptant les tons de l'habitat naturel de l'insecte, servant ainsi de camouflage.
Dans certains groupes, les élytres ont fusionné, ce qui rend l'insecte incapable de voler : par exemple, les carabes.
Les élytres ne portent pas de système de nervures et de cellules (comme décrit dans le système Comstock Needham), mais portent généralement des stries, sillons longitudinaux, et des interstries, les espaces entre ces sillons. Les élytres peuvent aussi être parfaitement lisses ou alors porter des bosses ou des excroissances.
Dans le sous-ordre des orthoptères ensifères (comme les grillons ou les éphippigères), les élytres sont munis chacun d'un « archet » et d'un plectrum qui peuvent être frottés l'un sur l'autre. Ils sont utilisés comme organes stridulatoires, pour produire des signaux sonores[réf. nécessaire].

## Dans la culture populaire
Le jeu vidéo Minecraft présente des élytres comme un objet qui permet au joueur de planer de manière similaire à un deltaplane .

## Source
- http://aramel.free.fr/INSECTES5terter.shtml